# Domján Dénes
Domján Dénes, beceneve "Domján DNS" (Gérce, 1945. március 10. – 2020. február 24.) magyar riporter, főszerkesztő, természettudós, a Magyar Televízió műsorigazgató-helyettese.

## Élete
Édesapja műszaki ügyintéző volt az akkori Ruggyantaárugyárban, egészen a nyugdíjazásáig. Édesanyja vidéki lány volt, a háború előtt cselédlányként dolgozott egy gazdag budapesti orvosnál. Nővére Domján Edit színésznő. Egy Budapesthez közeli községben, Maglódon laktak.
Gyermekkorától biológusnak készült. Az ELTE Természettudományi Kar, biológus (1965-1970) szakon szerzett diplomát.
Kollányi Ágoston (rendező, 1947) filmrendező javaslatára kereste meg a Magyar Televízió Ismeretterjesztő Osztályának akkori vezetőjét, Sylvester András t, a Közművelődési Főosztály vezetőjét. Kezdetben a Delta tudományos híradó archívumát katalogizálta, majd import ismeretterjesztő filmek szinkronizálásának előkészítését bízták rá. Az volt a munkája, hogy a magyar szinkron szöveget megfogalmazza a nyersfordítás alapján. A cél az volt, hogy a szöveg magyar is legyen, érthető is legyen és szakmailag, se veszítse el eredeti jelentését.
Ekkor ragadt rá a "Domján DNS" becenév, jelezve a molekuláris biológiai korszak megjelenését a tudományban és a televíziós ismeretterjesztésben is.
1970-ben már a Magyar Televíziónál dolgozott. Sorozatot készített Magyarország környezetvédelméről, szerkesztője volt a Szojuz-Apolló űrkísérlet élő közvetítésének. Együtt dolgozhat a legkiválóbb magyar ismeretterjesztőkkel, így például Benedek István professzorral, dr. Czeizel Endre genetikussal, a fizikus Marx György professzorral, Venetiáner Pállal, Juhász Árpáddal, Vida Gáborral, Csaba Györggyel és még sok más kiemelkedő tudományos kutatóval, köztük Nobel díjasokkal is. A Magyar Televízióban 27 évig dolgozott. A Közművelődési Főosztály, Természettudományi Osztályának osztályvezetője volt.
1979–1980 – A szovjet-magyar űrrepülés televíziós közvetítés sorozat 1980-ban következett, ekkor a Moszkvában dolgozó, mintegy 20 fős televíziós stáb főszerkesztője volt. Az űrkutatással kapcsolatos ismeretanyagban akkor már meglehetősen tájékozott volt, hiszen 1975-ben már készített egy több részes tv sorozatot, a "Szojuz–Apollo-program" közös amerikai-szovjet űrprogram alkalmával. A készítőket, ifj. Kollányi Ágoston, Ipper Pál, Domján Dénes, Molnár Miklós, az elektronikus műsorok kategória-díjával jutalmazták. 

„A gondot, az eseménysorozatot övező titkosítás okozta. A szovjet hírközlési filozófiája szerint ugyanis minden olyan közlés, amely kudarcról, sikertelenségről vagy netán balesetről adott volna hírt, gyengíthette volna a szocialista társadalmi rendszer töretlen előrehaladásába vetett hitet. Márpedig az emberes űrhajózás kockázattal járó vállalkozás, erről tanúskodtak a megtörtént űrbalesetek. A szovjetek be akarták biztosítani magukat az esetleges rossz hírek ellen. Ezért az utolsó pillanatig titokban tartották a soron következő űrrepülés időpontját, másrészt, amikor a start már megtörtént, megvárták, amíg az űrhajó egy teljes kört ír le a Föld körül, azaz biztosan stabil pályán repül. Csak ekkor oldották fel az embargót (hírközlési tilalmat) és engedélyezték a sikeres űrkísérletről szóló közlemény sugárzását. Ez a rendszer jól működött a "felforgató" hírektől hermetikusan elzárt Szovjetunióban, azonban a nyugati világ peremén elhelyezkedő Magyarországon nevetséges helyzetbe hozta a hazai hírközlési szerveket, köztük a Magyar Televíziót. Magyarországon ugyanis már akkor fogható volt néhány nyugati TV adó, nem beszélve a rádióadókról.”

– Domján Dénes

2002-2007-ig Bábolnán a Bio Környezetbiológiai Központ számára dolgozott, televíziós munkát többé nem talált. Eredeti, biológus végzettségét kellett feleleveníteni.
A Magyar Televíziónál 1970-1997-ig dolgozott, majd a Spektrum Televízió-nál 1997-1998-ig. Ezután a PHARE DEFCS távoktatási projektet vezette 1998-2000-ig. Később, 2000–2002 között a Satelit Televízió volt a munkahelye, végül a Bábolna Bio Környezetbiológiai Központban (2002–2007) fejezte be pályafutását.

## Televíziós munkáiból
- A magyar tudomány műhelyei, Martonvásár (1970)
- Gondolatok az agyról (1972)
- Környezetünk védelméért (1973)
- Szojuz-Apolló űrprogram (1975)
- Szovjet-magyar űrrepülés (1980)
- A Nazca titok (1980)
- Közellenség-szívinfarktus (1981)
- Az energiakérdés (1983)
- Házi gondozás, ápolás - távoktatási sorozat (1990)
- Üzenet a nőknek a nőgyógyászati rákszűrésről (1993)
- AIDS világnap (1994)
- Agyunk titkai - a pszichiátriai betegségekről (1997)
- Családterapeuta távoktatás - PHARE Multi country projekt (2000)
- Génjeink titkai Dr. Cziezel Endrével (2002)
- Ismerd meg génjeidet! Dr. Czeizel Endrével (2006)

## Díjak, kitüntetések
- Kilencszeres nívódíjas
- A Szocialista kultúráért
- Kiváló Népművelő
- Magyar Vöröskereszt Érdemkeresztje